# قطعنامه ۱۲۷۳ شورای امنیت
قطعنامه ۱۲۷۳ شورای امنیت سازمان ملل متحد که در تاریخ ۰۵ نوامبر ۱۹۹۹ تصویب شد، سندی بین‌المللی دربارهٔ اوضاع در مورد جمهوری دموکراتیک کنگو است. این قطعنامه طی نشست ۴۰۶۰ام با ۱۵ رای موافق، ۰ مخالف و ۰ ممتنع تصویب شد.